# Wulf Dorn
Pour les articles homonymes, voir Dorn.
Wulf Dorn, né le 20 avril 1969 à Ichenhausen en Allemagne de l'Ouest, est un écrivain allemand, auteur de thriller.

## Biographie
Diplômé en orthophonie, il n'a que 20 ans quand il prend en charge ses premiers patients psychiatriques en réhabilitation du langage. 
Il aborde l'écriture en rédigeant de courtes nouvelles d'horreur. Son premier roman, L'interprétation des peurs (Trigger), devient un best-seller dès sa parution en 2009, avant d'être traduit dans de nombreux pays : l'Italie, l'Espagne, le Portugal, le Danemark, la Grèce, la Pologne, la République tchèque, la Turquie, les Pays-Bas et la France.  Nos désirs et nos peurs (Kalte Stille), paru en 2010, est couronné en France par le Prix Polar 2014.
Les thèmes récurrents de ses romans sont la culpabilité, la perte, le mal de vivre et les phénomènes psychologiques. Quatre de ses premiers romans se déroulent en banlieue de la ville fictive de Fahlenberg.
Wulf Dorn est maintenant écrivain à temps plein et vit en banlieue d'Ulm.

## Œuvre

### Romans
- Trigger (2009) Publié en français sous le titre L'Interprétation des peurs, Paris, Le Cherche midi, coll. « Thrillers », 2012  (ISBN 978-2-7491-2151-2) ; réédition, Paris,Pocket, coll. « Presses-Pocket » no 14986, 2013  (ISBN 978-2-266-22128-3)
- Kalte Stille (2010) Publié en français sous le titre Nos désirs et nos peurs, Paris, Le Cherche midi, coll. « Thrillers », 2014  (ISBN 978-2-7491-2191-8) ; réédition, Paris, Pocket, coll. « Presses-Pocket » no 14985, 2015  (ISBN 978-2-266-22129-0)
- Dunkler Wahn (2011)
- Mein böses Herz (2012)
- Phobia (2013)
- Die Nacht gehört den Wölfen (2015)
- Incubo (2016)

### Nouvelles
- Jenseits der Mauer (2010)
- Überbleibsel (2011)
- Klick! (2012)

## Distinction
- Festival Polar de Cognac 2014 : Prix polar du meilleur roman international pour Nos désirs et nos peurs[1]